# Konietlica łąkowa
Konietlica łąkowa, konietlica złota (Trisetum flavescens (L.) P. Beauv.) – gatunek roślin z rodziny wiechlinowatych. Występuje w dużej części Europy (na północy jako gatunek introdukowany), w południowo-zachodniej Azji i północno-zachodniej Afryce. Introdukowany poza tym na oba kontynenty amerykańskie, w Azji do Himalajów i na Kamczatkę, Australii i Nowej Gwinei. W Polsce gatunek rozpowszechniony na południu, zwłaszcza na obszarach górskich i wyżynnych, na niżu rzadszy, zwłaszcza w środkowej i północno-wschodniej części kraju, przy tym też na północy uważany za gatunek introdukowany. Trawa łąkowa.

## Morfologia

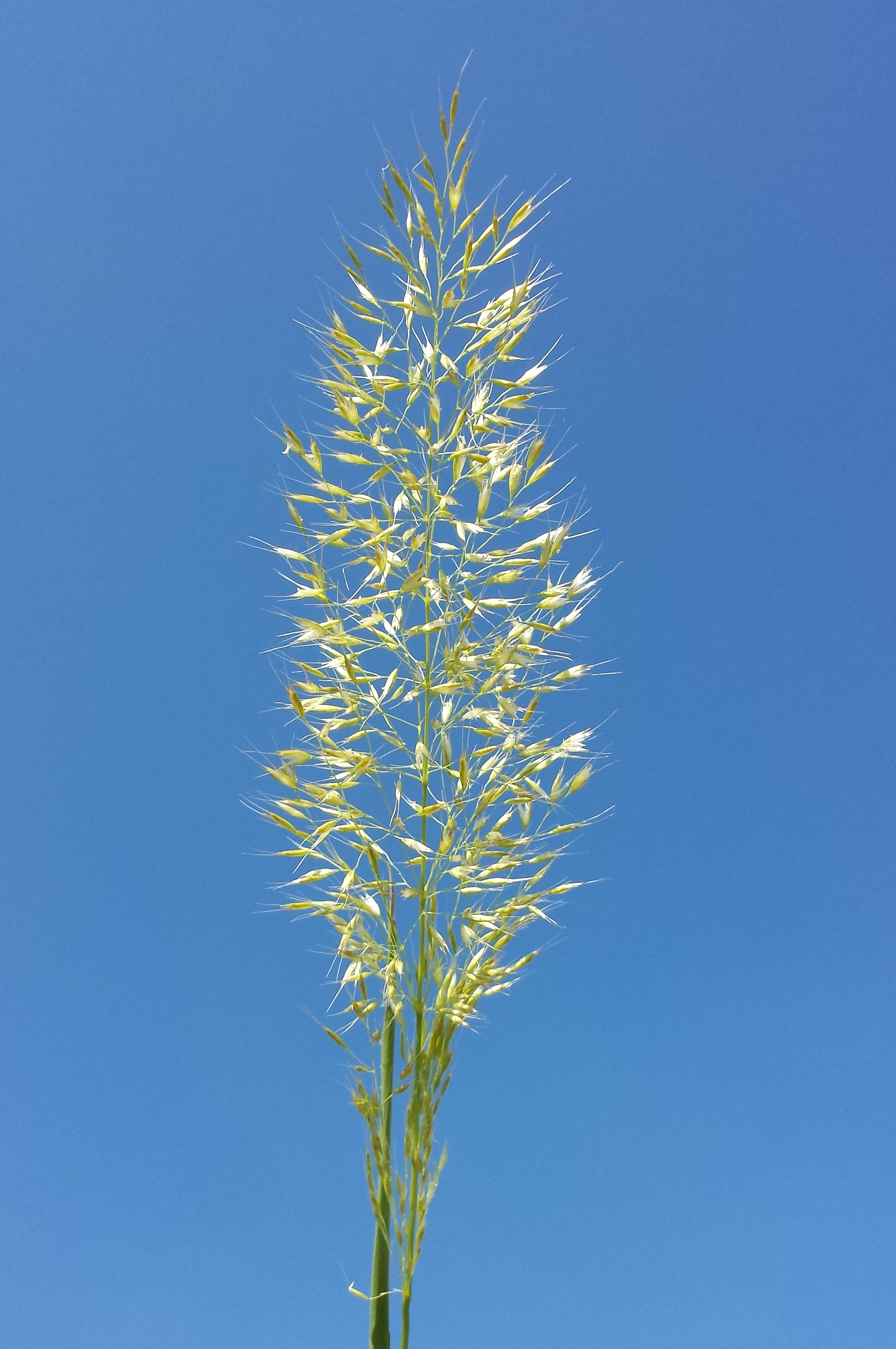
Kwiatostan

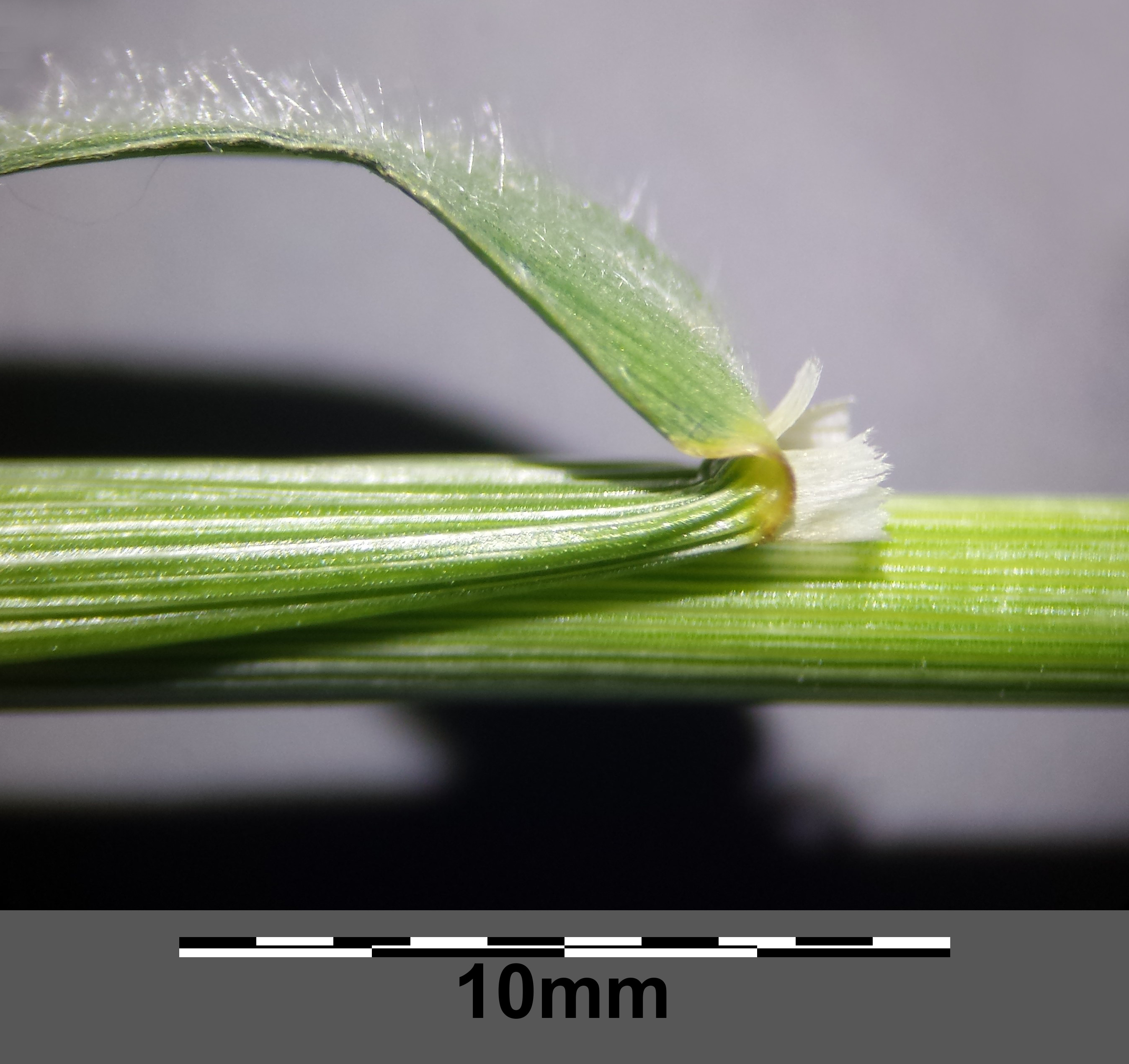
Języczek i owłosiona blaszka

ŁodygaŹdźbło o wysokości 30–80 cm.
KwiatyWiechy są luźno rozpostarte o długości sięgającej do 20 cm. Posiadają bardzo dużo jajowatych jasnożółtych lub złotożółtych kłosków.

## Zastosowanie

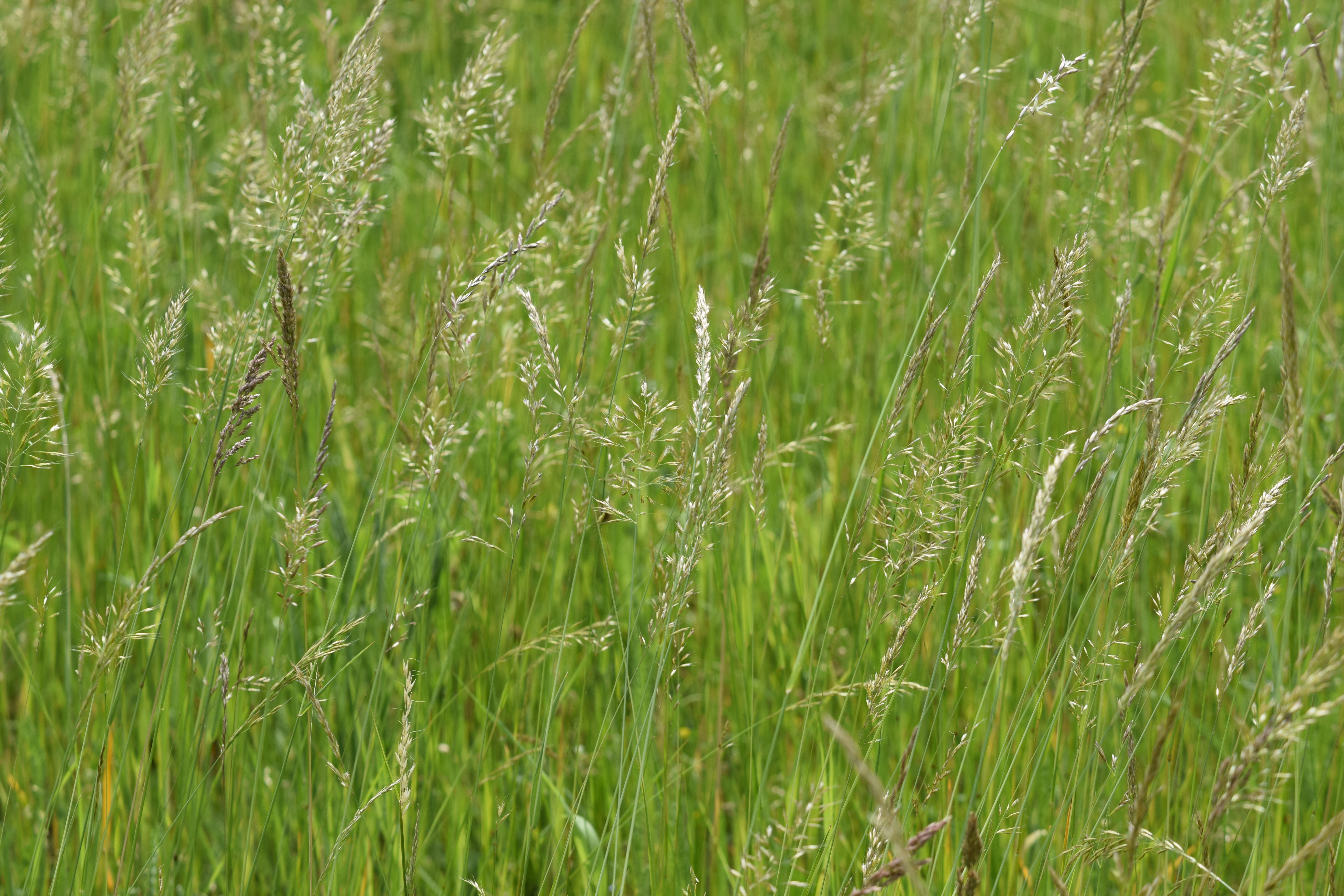
Łan konietlicy

Cenna trawa pastewna. Lubi nawożenie. Uprawiana jest w kilku odmianach. Występuje przede wszystkim na wapieniach i glebach zasadowych.